# Stazione di Leonforte
La stazione di Leonforte è stata una stazione ferroviaria posta sulla linea Dittaino-Leonforte, era a servizio del comune di Leonforte.

## Storia
La stazione fu attivata il 30 settembre 1923 insieme alla tratta Assoro-Leonforte. Dalla stazione era previsto il prolungamento fino a Nicosia che pur costruito in gran parte ma non fu mai completato. La stazione continuò il suo esercizio fino alla sua chiusura avvenuta il 16 gennaio 1959.
Era prevista la linea Leonforte-Nicosia un prolungamento previsto della Dittaino-Leonforte, ma non fu mai completata.